# Grivice
Grivice so naselje v občini Banovići, Bosna in Hercegovina. 

## Deli naselja
Avdići, Čitluk, Dijaci, Eminovići, Grivice, Krešići, Mekići, Mrdići, Musići, Pirići, Sjenokos in Turići. 

## Prebivalstvo
| Pregled števila prebivalcev po letih | Pregled števila prebivalcev po letih | Pregled števila prebivalcev po letih | Pregled števila prebivalcev po letih | Pregled števila prebivalcev po letih | Pregled števila prebivalcev po letih |
| ------------------------------------ | ------------------------------------ | ------------------------------------ | ------------------------------------ | ------------------------------------ | ------------------------------------ |
| 1948                                 | 1953                                 | 1961                                 | 1971                                 | 1981                                 | 1991                                 |
| -                                    | -                                    | -                                    | 1.663                                | 1.792                                | 1.743                                |

| Narodna sestava prebivalstva po letih                                                                                           | Narodna sestava prebivalstva po letih                                                                                           | Narodna sestava prebivalstva po letih                                                                                            |
| --- | --- | --- |
| 1971 | 1981 | 1991 |
| . skupaj: 1.663 Muslimani 1.630 (98,01 %) Srbi 17 (1,02 %) Hrvati 2 (0,12 %) Jugoslovani 7 (0,42 %) drugi in neznano 7 (0,42 %) | . skupaj: 1.792 Muslimani 1.729 (96,48 %) Srbi 4 (0,22 %) Hrvati 0 (0,00 %) Jugoslovani 53 (2,95 %) drugi in neznano 6 (0,33 %) | . skupaj: 1.743 Muslimani 1.686 (96,72 %) Srbi 4 (0,22 %) Hrvati 1 (0,05 %) Jugoslovani 17 (0,97 %) drugi in neznano 35 (2,00 %) |